# 新竹美國學校
新竹美國學校（英語：Hsinchu American School）是一所私立外僑學校，於2004年創立設校，校址位於新竹市香山區，其課程以美國課程為基礎。新竹美國學校為1-12年級的學生提供美國學制課程，於2015年、2021年連續獲得WASC一至十二年級課程認證。入學條件為擁有外國國籍，取得外國籍護照。如果本國籍民眾希望子女就讀該校，則該子女必須先取得外國籍護照（雙重國籍），才能入學就讀。新竹美國學校依『私立高級中等以下外國僑民學校及附設幼兒園設立及管理辦法』經教育部核准設立，被台協會認可。[1]

## 校史
新竹美國學校自2004年創校。創校初期新竹美國學校與矽谷雙語中小學共用4層樓建築，於4樓設校。2017年起搬遷至新竹市藝術路6號四層樓校舍辦學，可以獨立使用藝術路旁的籃球場及大草地及藝術路8號為做社團教室及家長接待中心。2022年4月28日新竹美國學校與中華大學舉行校舍承租簽約，2023年6月正式搬遷。新竹美國學校師生將能使用超過12000平方公尺綠意盎然的校園空間，活動空間不僅倍增，且可使用游泳池、國際會議廳、室內運動場等大學等級設施。遷校後仍堅持小班制、大家庭的校風，室內空間更將全新建置，以未來學校的創新教育方法進行設計，打造彈性、適性、知性的學習環境為一到十二年級學生帶來高品質的純正美式教育。

## 校舍
校舍位於新竹市香山區五福路二段707號。
新竹美國學校位於中華大學F棟，具有以下設施：
- 籃球場
- 足球場
- 健身房
- 舞蹈教室
- 科學實驗室
- 計算機實驗室
- 搖滾樂團練室
- 個人練琴房
- 美術教室
- 圖書館
- 學生餐廳
- 學生商店
- 多功能教室
- 戶外遊戲區
- 環山生態步道
- 中華大學室內體育館
- 中華大學國際會議廳
- 中華大學室內游泳池

## 學生
新竹美國學校接受1-12年級入學申請，遵守『教育部私立高級中等以下外國僑民學校及附設幼兒園設立及管理辦法』，依法僅允許招收持有非中華民國國籍護照的學生。

## 社團
新竹美國學校為所有中學生和高中學生提供各種社團活動。 學校每年都會成立新的社團，創立社團只取決於學生的興趣需要和老師的指導。
目前的新竹美國學校社團包括：
- 美術和工藝
- 棋盤遊戲
- 烹飪社
- 舞蹈社
- 時尚社
- 外語社
- 數學小組
- 模擬聯合國（MUN)
- 戶外探險
- 攝影社
- 古典鋼琴音樂推廣會
- 搖滾樂隊
- 世界學者盃（WSC）

## 校刊
每個月新聞課都會以校園新聞為題材發佈全校新聞，報導校內部活動為主，多以學生感興趣的事件，建議閱讀的文章，趣文分享和漫畫。

## 模擬聯合國
模擬聯合國小組是學校課後社團，致力於研究問題並為學生準備參與台灣和亞洲各地的許多模擬聯合國會議。 聯合國模擬會議的目的是在高中學術背景下模擬一次實際的聯合國會議。 讓學生因對國際事物的關注，進而提高學生對國際問題的認識與瞭解，並發展議題交流，研究，協作，公開演講和外交技巧。 社團提供給中學部及高中部學生參加。

## 學生活動
學生活動是一個有計劃且成立許多年度的組織團體活動。 這些活動包括校內和校外活動。 藉由學生活動並歡迎所有年級的學生參加並鼓勵學生發表意見。 此外，學生活動的目標是使學生之間更好地了解彼此並展示學校精神。 學生活動與社區服務和學生自治會合作。

## 學生會
新竹美國學校有兩個學生會：高中學生會和中學學生會。高中和中學學生會均由選舉方式，選出自己的幹部。高中生有資格當選主席，副主席，總務和文書，而學生活動協調員和社區服務協調員的職位則由學生會主席任命。中學生有資格當選主席和年級代表。高中和學生會都是代表大會，由各年級選出的代表以及教職員出席會議。學生會成員須集思廣益，探討籌募資金，增進學生互動和參與學校活動的創新方法。學生會也要執行包括學生學校商店的經營管理任務、學生會章程的草擬和更新、主導節日慶典的組織、主導精神週的計劃以及年度春季博覽會的計劃。每週舉行一次學生會會議，皆以討論和發展即將到來的學校活動為議題進行討論。

## 體育運動
- 羽毛球
- 男籃
- 足球
- 男(女)子排球
- 游泳的
- 極限飛盤
- 曲棍球
- 籃球

## 世界學者盃競賽
世界學者盃是一項年度學術競賽，是新竹美國學校課後社團之一。 組成三支隊伍參加四場比賽。 兩個團隊活動是辯論和測驗，兩個單獨活動是多項選擇測試和論文寫作。 這些事件的主題和問題來自六個不同的主題：科學，歷史，藝術，心理學，經濟學和文學。 每年，世界學者杯組織都會發布有關所有參與者閱讀和研究的每個主題的擴展文章。 培訓和準備工作將在第一學期末開始，隨後將在5月舉行一次全國比賽，在6月舉行一次國際比賽。

## 外部連結
- 新竹美國學校 （页面存档备份，存于）

- Education Institutions for International Residents []